# Opistophthalmus setifrons
Espèce
Synonymes
- Opisthophthalmus vivianus Lawrence, 1969
- Opisthophthalmus pictus nigrocarinatus Lawrence, 1969

Opistophthalmus setifrons est une espèce de scorpions de la famille des Scorpionidae.

## Distribution
Cette espèce se rencontre en Namibie et en Afrique du Sud.

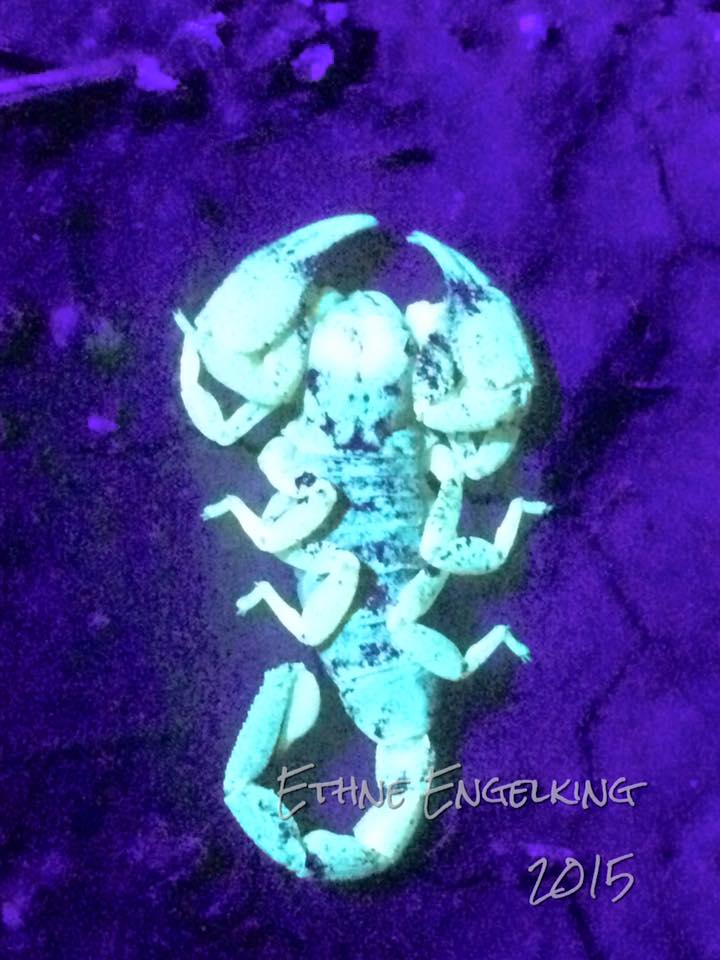
Opistophthalmus setifrons éclairé aux ultraviolets

## Publication originale
- Lawrence, 1961 : New scorpions and solifuges from South West Africa and Angola. Kungliga Fysiografiska Sallskapets i Lund Forhandlingar, vol. 31, no 15, p. 147-160.